# Mittelalterszene

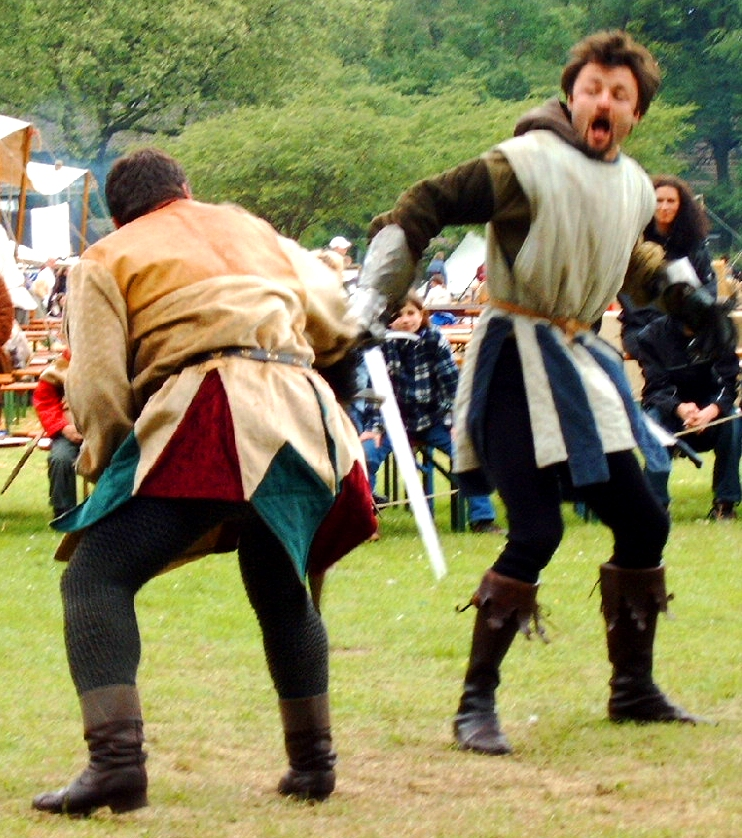
Schaukämpfer auf dem Spectaculum 2004

Als Mittelalterszene wird eine subkulturelle Szene bezeichnet, die die Kunst, die Kultur und das Alltagsleben des europäischen Mittelalters auf vielfältige Weise rezipiert, vor allem mit musikalischen und theatralischen Elementen sowie handwerklichen, kunsthandwerklichen und gastronomischen Angeboten. Ab Ende der 1970er Jahre erfuhr diese Szene steigenden Zulauf, in den 1990er und 2000er Jahren einen „Boom“. Durch ihre Veranstaltungen ziehen die Szenemitglieder in Deutschland jährlich ein Millionenpublikum an, die Mittelaltermärkte, Seminare und Konzerte besuchen. Die Szene ist breit gefächert und besteht aus vielen verschiedenen Untergruppen, die von anderen Szenen beeinflusst werden.

## Geschichte
Seit Ende der 1970er Jahre bestehend, zog die Szene Ende der 1980er Jahre auch eine größere Anzahl von Anhängern an. Mittelalterliches und orientalisches Liedgut wurde auf Dudelsäcken, Schalmeien, Trommeln und zum Teil auch E-Gitarren in moderner Form nachgespielt. Ab Anfang beziehungsweise Mitte der 1990er Jahre kamen weitere Bands wie Subway to Sally und In Extremo hinzu, so dass die neue Musikrichtung sich innerhalb der nächsten zehn Jahre etablieren konnte.
In dieser Zeit entstanden die ersten Großveranstaltungen wie Mittelaltermärkte, Keltenfeste oder Römerfestspiele. Als Erstes fanden sich die Reenactors und Living-History-Darsteller ein, die ihr Hobby nun einem größeren Publikum zugänglich machten. Konfliktpotential lag in der Zusammensetzung dieser Gruppen, die sowohl Mitglieder haben, die auf Authentizität und Realismus Wert legen, als auch Menschen, die Fantasyelemente miteinbeziehen. Zu einer besseren Abgrenzung ordnet man die Mittelalterszene seit einiger Zeit dem Histotainment zu, um klarzumachen, dass hier kein Anspruch auf wissenschaftlich korrekte Darstellung erhoben wird.
Weitere Gruppen, die mit der Mittelalterszene in verschiedener Art verbunden sind, sind Rollenspieler, insbesondere Live-Rollenspieler.

## Tätigkeitsfeld
Das Tätigkeitsfeld der Mittelalterszene ist genauso weit gestreut wie die Musik. Es gibt den Mittelaltermarkt mit einer für den Besucher nicht erkennbaren Mischung von authentischen und historisierenden Darstellern, das Bogenbauseminar, um historisch weitgehende korrekte mittelalterliche oder Wikingerdörfer (häufig in Freilichtmuseen, etwa dem Ribe VikingeCenter in Dänemark, Fotevikens Museum in Schweden, Archeon in den Niederlanden oder Ukranenland in Deutschland), orientalische Stände, Lagerleben, Schauspiel (Schaukampf), Ritterturniere (z. B. das Ritterturnier zu Kaltenberg oder auf Burg Satzvey), Konzerte und theatralische und kabarettistische sowie akrobatische Vorführungen. Auch Mittelalterkneipen und -restaurants sind in Städten zu finden. Bedeutende Großveranstaltungen mit direktem Bezug zu lokalen geschichtlichen Ereignissen sind das Peter-und-Paul-Fest Bretten oder die Medeltidsveckan in Visby auf Gotland. Meistens gilt das Motto Keine Klingen, keine Bögen für die Besucher.

## Fakten und Legenden
In der Mittelalterszene wird nicht nur eine Epoche des Mittelalters behandelt, sondern mehrere, was dazu führt, dass diese vermischt werden. Zum Beispiel werden Kämpfe zwischen Wikingern aus der Zeit um 800 n. Chr. gegen Ritter aus dem Hochmittelalter dargestellt. Dies liegt daran, dass Besucher, Schaustellergruppen, aber vor allem auch der Marktveranstalter meist keinen großen Wert auf eine historische Einheitlichkeit beziehungsweise auf historischen Bezug legen. Da die Marktveranstaltungen kommerziell ausgerichtet sind und der Großteil der Besucher nicht über historische Details informiert ist, wird in der Regel zugelassen, was der Besucher dem Mittelalter zuordnen könnte.
Der Grad dieser Haltung ist von Veranstalter zu Veranstalter unterschiedlich. So wird unter mittelalterlich gekleidet teils lediglich der Verzicht auf Armbanduhren, Plastik und Jeans verstanden, bei den anderen werden tatsächlich der Schnitt der Kleidung, die geschichtliche Einordnung und handgenähte Nähte überprüft. Die erste Art sind meist kommerzielle Veranstalter, die zweite Art meist geschichtlich orientierte Märkte, etwa von Museen oder Geschichtsvereinen veranstaltet. Die dritte Art, dazu gehören auch die meisten Gruppen, sind Interessengemeinschaften, die das Mittelalter erleben wollen. Diese Gruppen oder Interessengemeinschaften sind zumeist an Burgen angesiedelt. Sie bringen das historische Handwerk, Rittertum, Schaukampf (historischer Schwertkampf) und das Leben des Adels und des Bauerntums zurück zur Burg. Im Gegensatz zu den Mittelaltermärkten sind die Interessengemeinschaften in den umliegenden Burgen anzutreffen.
Ein weiteres Merkmal der Mittelalterszene ist die Überschneidung von Veranstaltern und Besuchern.

## Festivals
Musikfestivals aus den Bereichen Mittelalter-Rock, Musik der Mittelalterszene und Folk sind:
- Burgfolk Festival (Schloss Broich, Mülheim an der Ruhr)
- Crana Historica (Kronach)
- Festival Mediaval (Selb, Fichtelgebirge)
- Feuertal Festival (Wuppertal)
- Feuertanz Festival  (Burg Abenberg)
- Hörnerfest (Brande-Hörnerkirchen)
- Mittelalterlich Phantasie Spectaculum (MPS) (verschiedene Veranstaltungsorte)
- Schlosshof Festival (Höchstadt an der Aisch)